# Pozdišovce
Pozdišovce (Hongaars: Pazdics) is een Slowaakse gemeente in de regio Košice, en maakt deel uit van het district Michalovce.
Pozdišovce telt 1.243 inwoners.